# Церква Спаса Преображення (Єрмаківська)
Церква Спаса Преображення (рос. Церковь Спаса Преображения) — православний храм у станиці Єрмаківська Тацинського району Ростовської області (Росія); відноситься до Волгодонської і Сальської єпархії, Білокалитвенське благочиння. 

## Стара церква
Після заселення станиці Єрмаківської постало питання про будівництво церкви, яка була збудована у 1882 році і отримала назву Преображенської. Гроші на створення храму збиралися жителями станиці та прилеглих хуторів. Будівля церкви була дерев'яна, покрита листовим залізом. Вона мала два приділи: правий — на честь Володимирської ікони Богоматері і лівий — на честь Архістратига Михаїла. Дзвіниця храму теж була дерев'яною. Церква відносилася до Большинського благочиння Донської єпархії; в її парафію увійшли хутори — Херсонський, Нижньо-Кольцов, Верхньо-Кольцов, Шарапаєв-Греков, Фомінський, Усть-Фомінський, Таловський, Ісаєвський, Сергєєв, Миколаївський, Верхній Янов, Греков і Дияконов. У 1918 році церква згоріла, богослужіння в станиці припинилися.

## Нова церква
5 травня 2011 року на території паркової зони станиці відбулася урочиста закладка храму Спаса Преображення. У святковому заході, на якому у фундамент споруджуваної церкви (на місці згорілої) було закладено капсулу з пам'ятною грамотою, взяли участь губернатор Ростовської області Голубєв В. Ю. (уродженець цієї станиці), архієпископ Ростовський і Новочеркаський Пантелеїмон, керівники району, голови поселень і жителі Тацинського району.
Урочисте відкриття й освячення Храму Преображення Господнього відбулось 21 жовтня 2012 року, на якому також був присутній Губернатор Василь Голубєв, митрополит Ростовський і Новочеркаський Меркурій, інші представники духовенства, а також жителі та гості станиці Єрмаківської. Чин освячення звершив єпископ Волгодонський і Сальський Корнилій. На запрошення єпископа Корнилія в урочистому заході також взяв участь єпископ Шахтинський і Міллеровський Ігнатій.
19 серпня 2013 року, у свято Преображення Господнього, голова Волгодонської єпархії єпископ Волгодонський і Сальський Корнилій звершив Божественну Літургію в храмі Преображення Господнього станиці Ермаківської. Після закінчення літургії єпископ Корнилій привітав усіх з престольним святом та висловив подяку Губернатору Ростовської області Василю Голубєву, голові Тацинського району — Миколі Кошелєву за участь у створенні храму, а також вручив лист подяки та ікону з образом Пресвятої Богородиці благодійнику храму — директорові сільськогосподарського кооперативу «Зоря» — Герману Шарафаненку.
Настоятель храму ієромонах Філіп (Лук'янов).